# الکس لن
الکس لن (اوکراینی: Олексій Лень؛ زادهٔ ۱۶ ژوئن ۱۹۹۳) بازیکن بسکتبال اهل اوکراین است.
از باشگاه‌هایی که در آن بازی کرده‌است می‌توان به فینیکس سانز و تورنتو رپترز اشاره کرد.